# Chirothripoides dendropogonus
Chirothripoides dendropogonus är en insektsart som beskrevs av Watts 1934. Chirothripoides dendropogonus ingår i släktet Chirothripoides och familjen rörtripsar. Inga underarter finns listade i Catalogue of Life.